# 배종신
배종신(裵鍾信, 1952년 12월 8일 ~ , 경남 통영)은 대한민국의 공무원이다.

## 학력
- 경기고등학교 졸업
- 1975년 : 서울대학교 서양사학 학사
- 1981년 : 서울대학교 행정대학원 수료

## 경력
- 제21회 행정고시 합격
- 1979년 : 문교부 근무(행정사무관)
- 1982년 : 체육부 행정관리담당관, 국제경기과장, 생활체육과장
- 1993년 : 문화관광부 체육기획과장, 협력총괄과장
- 1996년 : 2002월드컵축구대회조직위원회 기획조정국장
- 1999년 : 문화관광부 체육국장
- 2002년 : 한국예술종합학교 사무국장
- 2003년 : 문화관광부 차관보
- 2004년 : 문화관광부 차관
- 2005년 : 2006년서울세계도서관정보대회조직위원회 위원
- 2007년 : 체육인재육성재단 이사장
- 2008년 : 2014인천아시아경기대회조직위원회 사무총장
- 2011년 : 태권도진흥재단 이사장

| 전임 오지철 | 제10대 문화관광부 차관 2004년 7월 3일 ~ 2006년 1월 30일 | 후임 유진룡 |